# Семь холмов Рима (фильм)
«Семь холмо́в Ри́ма» (итал. Arrivederci Roma / англ. Seven Hills of Rome) — музыкальный художественный фильм-мелодрама режиссёра Роя Роуланда, в главной роли — Марио Ланца. Фильм снят в 1957 году в Риме, на киностудии Titanus (ит.), представлен в США компанией-дистрибьютором MGM в Нью-Йорке 27 января 1958 года.

## Сюжет
Однажды весенним утром в вечный город Рим приезжает американский певец Марк Ривер. В пути он знакомится с очаровательной девушкой Рафаэллой Марини. Их встреча оказывается роковой. Им суждено влюбиться друг в друга, и забыть обо всем, что их окружало до этого дня…

## В ролях
- Марио Ланца — Marc Revere
- Ренато Рассел — Pepe Bonelli
- Мариза Аллазио — Rafaella Marini
- Пегги Кастл — Carol Ralston
- Клелия Матания — Beatrice
- Карло Риццо — Director of Ulpia Club
- Росселла Комо — Anita
- Гвидо Челано — Luigi
- Карло Джуфре — Franco Cellis
- Марко Тулли — Romoletto

## Названия фильма в разных странах
- Венесуэла: Las siete colinas de Roma
- Франция: Les sept collines de Rome
- Швеция: Roms sju kullar Sweden
- Германия: Roms syv høje Denmark
- Финляндия: Rooman seitsemän kukkulaa
- США: Seven Hills of Rome

## Дополнительные факты
Это восьмой фильм Марио Ланца, который был создан специально для показа его широчайших голосовых возможностей. В этом фильме Ланца демонстрирует пародии на знаменитых певцов того времени, включая Луи Армстронга.